# Crataegus christensenii
Crataegus christensenii är en rosväxtart som beskrevs av Dönmez. Crataegus christensenii ingår i Hagtornssläktet som ingår i familjen rosväxter. Inga underarter finns listade i Catalogue of Life.